# Nicole Thijssen
Nicole Thijssen (* 5. Juni 1988 in Delft) ist eine ehemalige niederländische Tennisspielerin.

## Karriere
In ihrer Laufbahn gewann sie fünf Einzeltitel auf dem ITF Women’s Circuit, so im Jahr 2008 bei einem mit 25.000 US-Dollar dotieren Turnier in Coimbra. Ihr erstes Turnier gewann sie 2005 auf Porto Santo.
Im Doppel triumphierte sie bei 18 ITF-Turnieren. Ihren ersten Titel gewann sie 2005 an der Seite von Marrit Boonstra, weitere Turniererfolge feierte sie mit ihren Fed-Cup-Kolleginnen Arantxa Rus und Kiki Bertens. Von 2007 bis 2010 spielte sie zudem 16 Fed-Cup-Partien für die Niederlande, von denen sie zehn gewann.
In der deutschen Tennis-Bundesliga spielte Nicole Thijssen für den TC Blau-Weiss Bocholt.

## Turniersiege

### Einzel
| Nr. | Datum             | Turnier        | Kategorie   | Belag     | Finalgegnerin | Ergebnis  |
| --- | ----------------- | -------------- | ----------- | --------- | ------------- | --------- |
| 1.  | 16. Oktober 2005  | Porto Santo    | ITF $10.000 | Hartplatz | Justine Ozga  | 7:64, 6:4 |
| 2.  | 25. November 2006 | Ramat Hasharon | ITF $10.000 | Hartplatz | Neuza Silva   | 6:2, 6:4  |
| 3.  | 25. Mai 2007      | Fuerteventura  | ITF $25.000 | Teppich   | Neuza Silva   | 6:2, 6:4  |
| 4.  | 10. August 2008   | Coimbra        | ITF $25.000 | Hartplatz | Georgie Gent  | 6:4, 6:4  |
| 5.  | 8. November 2008  | Muzaffarnagar  | ITF $10.000 | Rasen     | Sanaa Bhambri | 7:63, 6:3 |

### Doppel
| Nr. | Datum             | Turnier        | Kategorie   | Belag     | Partnerin       | Finalgegnerinnen                           | Ergebnis          |
| --- | ----------------- | -------------- | ----------- | --------- | --------------- | ------------------------------------------ | ----------------- |
| 1.  | 26. November 2005 | Ashkelon       | ITF $10.000 | Hartplatz | Marrit Boonstra | Verena Amesbauer Mariella Greschik         | 6:3, 6:2          |
| 2.  | 3. Dezember 2005  | Ramat HaSharon | ITF $10.000 | Hartplatz | Marrit Boonstra | Gabriela Velasco Andreu Pemra Özgen        | 6:2, 6:3          |
| 3.  | 10. Dezember 2005 | Raanana        | ITF $10.000 | Hartplatz | Marrit Boonstra | Aleksandra Kulikova Natalia Orlova         | 7:5, 6:3          |
| 4.  | 25. November 2006 | Ramat Hasharon | ITF $10.000 | Hartplatz | Marlot Meddens  | Anastasia Poltoratskaya Yulia Solonitskaya | 6:3, 6:1          |
| 5.  | 18. Februar 2007  | Montechoro     | ITF $10.000 | Hartplatz | Marrit Boonstra | Jessica Lehnhoff Robin Stephenson          | 6:3, 3:6, 6:2     |
| 6.  | 25. Februar 2007  | Portimão       | ITF $10.000 | Hartplatz | Neuza Silva     | Jessica Lehnhoff Robin Stephenson          | 6:4, 6:2          |
| 7.  | 26. März 2007     | Athen          | ITF $10.000 | Hartplatz | Neuza Silva     | Anna Koumantou Pemra Özgen                 | 6:2, 6:4          |
| 8.  | 26. Mai 2007      | Fuerteventura  | ITF $25.000 | Teppich   | Neuza Silva     | Mariana Duque Mariño Roxane Vaisemberg     | 6:1, 6:2          |
| 9.  | 27. Oktober 2007  | Mexiko-Stadt   | ITF $25.000 | Hartplatz | Arantxa Rus     | Ivana Abramović Maria Abramović            | 6:0, 6:1          |
| 10. | 11. Mai 2008      | Fukuoka        | ITF $50.000 | Teppich   | Melanie South   | Maya Kato Julia Moriarty                   | 4:6, 6:3, [14:12] |
| 11. | 5. Juli 2008      | Båstad         | ITF $25.000 | Sand      | Klaudia Boczova | Anne Schäfer Zhang Ling                    | 6:2, 6:1          |
| 12. | 27. Juli 2008     | A Coruña       | ITF $25.000 | Hartplatz | Neuza Silva     | Karen Castiblanco Paula Zabala             | 6:2, 6:2          |
| 13. | 3. August 2008    | Vigo           | ITF $25.000 | Hartplatz | Neuza Silva     | Nina Bratchikova Frederica Piedade         | 6:2, 6:4          |
| 14. | 8. August 2009    | Rebecq         | ITF $10.000 | Sand      | Kiki Bertens    | Patricia Chirea Valentina Sulpizio         | 6:2, 7:5          |
| 15. | 5. September 2009 | Almere         | ITF $10.000 | Sand      | Kiki Bertens    | Daniëlle Harmsen Kim Kilsdonk              | 4:6, 6:2, [10:4]  |
| 16. | 30. Oktober 2009  | Monastir       | ITF $10.000 | Hartplatz | Elise Tamaëla   | Ons Jabeur Nour Abbès                      | 6:1, 5:7, [10:4]  |
| 17. | 6. November 2009  | El Menzah      | ITF $10.000 | Hartplatz | Elise Tamaëla   | Barbara Sobaszkiewicz Sylwia Zagórska      | 6:4, 6:1          |
| 18. | 11. April 2010    | Hvar           | ITF $10.000 | Sand      | Marlot Meddens  | Leonie Mekel Stephanie Vogt                | 6:4, 6:1          |